# Hartwell, Northamptonshire
Hartwell är en ort och civil parish i Storbritannien.   Den ligger i grevskapet Northamptonshire i riksdelen England, i den södra delen av landet, 90 km nordväst om huvudstaden London. Hartwell ligger 121 meter över havet och antalet invånare är 1 855.
Terrängen runt Hartwell är huvudsakligen platt. Hartwell ligger uppe på en höjd. Runt Hartwell är det tätbefolkat, med 343 invånare per kvadratkilometer. Närmaste större samhälle är Northampton, 11,7 km norr om Hartwell. Trakten runt Hartwell består till största delen av jordbruksmark.